# Hà Thu
Lê Thị Hà Thu (sinh ngày 21 tháng 7 năm 1992) là một người mẫu, á hậu và ca sĩ người Việt Nam. Cô là Á hậu 1 Hoa hậu Đại dương Việt Nam 2014. Hà Thu cũng từng đại diện Việt Nam tham dự hai cuộc thi sắc đẹp quốc tế là Hoa hậu Liên lục địa 2015 và Hoa hậu Trái Đất 2017. Cô ra mắt khán giả với vai trò ca sĩ khi đạt ngôi vị Quán quân Tình Bolero 2017.

## Sự nghiệp
- 2014, đoạt ngôi vị Á hậu 1 cuộc thi Hoa hậu Đại Dương Việt Nam 2014.
- 2015, đại diện Việt Nam tham dự Hoa hậu Liên lục địa 2015[1] (Miss Intercontinental) và lọt vào Top 14 chung cuộc cùng giải thưởng phụ Miss Popularity.
- 2017, đại diện Việt Nam dự thi Hoa hậu Trái Đất 2017 [2] (Miss Earth) và lọt vào Top 16 chung cuộc kèm hàng loạt giải phụ (Miss Photogenic, Best Earth Warrior, Best Resort Wear,...). Năm 2017, Hà Thu còn đoạt ngôi vị Quán quân cuộc thi Tình Bolero - Phiên bản nghệ sĩ [3] và ra mắt MV Xuân đẹp làm sao.
- 2018, tham gia chương trình Gương mặt thân quen 2018 [4] được phát sóng trên kênh VTV3.
- 2019, ra mắt Album đầu tay mang tên Nàng xuân [5] mừng Tết Kỷ Hợi.
- 2021, ra mắt Series Huế Và Thu
- 2022, ra mắt MV đầu tiên của mình Còn Chi Đâu Nữa Anh

## Chương trình Truyền hình đã tham gia
| Năm  | Chương trình/Cuộc thi                         | Vai trò                     | Phát sóng trên |
| ---- | --------------------------------------------- | --------------------------- | -------------- |
| 2016 | Một trăm triệu một phút (Năm thứ II - Tập 59) | Người chơi                  | VTV3           |
| 2016 | Lữ khách 24h (Tập 349)                        | Khách mời                   | HTV7           |
| 2016 | Thiên đường ẩm thực (Mùa 2 - Tập 5)           | Khách mời                   | HTV7           |
| 2017 | Tình Bolero - Phiên bản nghệ sĩ (Mùa 2)       | Thí sinh                    | THVL1          |
| 2017 | Bữa trưa vui vẻ (6/12)                        | Khách mời                   | VTV6           |
| 2017 | Siêu bất ngờ (Mùa 2 - Tập 13)                 | Người chơi                  | HTV7           |
| 2018 | Gương mặt thân quen 2018                      | Thí sinh                    | VTV3           |
| 2018 | Nhanh như chớp (Mùa 1 - Tập 32, 36)           | Người chơi                  | HTV7           |
| 2018 | Hẹn ngay đi (Tập 10)                          | Khách mời                   | VTV3           |
| 2018 | Đùa như thật (Tập 6)                          | Người chơi                  | HTV7           |
| 2019 | Truy tìm cao thủ Tập 3                        | Người chơi                  | THVL1          |
| 2019 | Siêu bất ngờ (Mùa 4 - Tập 13)                 | Người chơi                  | HTV7           |
| 2019 | Tình khúc giao mùa                            |                             | HTV7           |
| 2019 | Ơn giời cậu đây rồi! (Mùa 6 - Tập 11)         | Người chơi                  | VTV3           |
| 2019 | Ca sĩ bí ẩn (Mùa 3 - Tập 14)                  | Ca sĩ bí ẩn số 7            | HTV7           |
| 2019 | Khẩu vị ngôi sao (Tập 97)                     | Khách mời                   | HTV7           |
| 2019 | Kỳ tài lộ diện                                | Ban bình luận               | THVL1          |
| 2019 | Giọng ca bí ẩn (Mùa 2 - Tập 12)               | Nhà đầu tư                  | HTV7           |
| 2019 | Kỳ tài thách đấu (Mùa 3 - Tập 10)             | Khách mời                   | HTV7           |
| 2019 | Tôi tuổi Teen (Tập 3)                         | Khách mời                   | HTV7           |
| 2019 | Ký ức vui vẻ (Mùa 2 - Tập 12)                 | Khách mời (Thập niên 2000)  | VTV3           |
| 2020 | Gà đẻ trứng vàng (Tập 8)                      | Khách mời                   | VTV3           |
| 2020 | Chiến sĩ 2020 (Tập 2)                         | Khách mời                   | VTV3           |
| 2020 | Kỳ tài thách đấu (Mùa 4 - Tập 15)             | Khách mời                   | HTV7           |
| 2020 | Chọn ai đây (Tập 10)                          | Người chơi                  | HTV7           |
| 2020 | Ca sĩ bí ẩn (Mùa 4 - Tập 9)                   | Khách mời                   | HTV7           |
| 2021 | Ký ức vui vẻ (Mùa 3 - Một số tập)             | Đội trưởng (Thập niên 2010) | VTV3           |
| 2021 | Lạ lắm à nha (Tập 3)                          | Nhân vật bí ẩn              | VTV3           |
| 2021 | Vì bạn xứng đáng                              | Người chơi                  | VTV3           |
| 2022 | Ký ức vui vẻ (Mùa 4)                          | Đội trưởng (thập niên 2010) | VTV3           |
| 2023 | Miss Earth Vietnam                            | Mentor                      |                |